# A2A (Unternehmen)
Die A2A S.p.A. ist ein italienisches Energieversorgungsunternehmen mit Sitz in Brescia, das in den Bereichen Elektrizitätsversorgung, Erdgas sowie Wasseraufbereitung, Wasserversorgung und Abfallwirtschaft tätig ist.
Das Unternehmen verfügt über eine Erzeugungskapazität von rund 15 GW und verkauft etwa 23 TWh Strom sowie 3,3 Milliarden Kubikmeter Gas (Stand 2023).

## Geschichte
Das Unternehmen entstand am 1. Januar 2008 durch den Zusammenschluss von Azienda Elettrica Municipale, Azienda Milanese Servizi Ambientali und ASM Brescia. 2009 erwarb A2A 43,7 % des montenegrinischen Energieversorgers EPCG. 2012 verkaufte A2A sein französisches Tochterunternehmen A2A Coriance für 76,5 Millionen Euro an die Beteiligungsgesellschaft KKR.

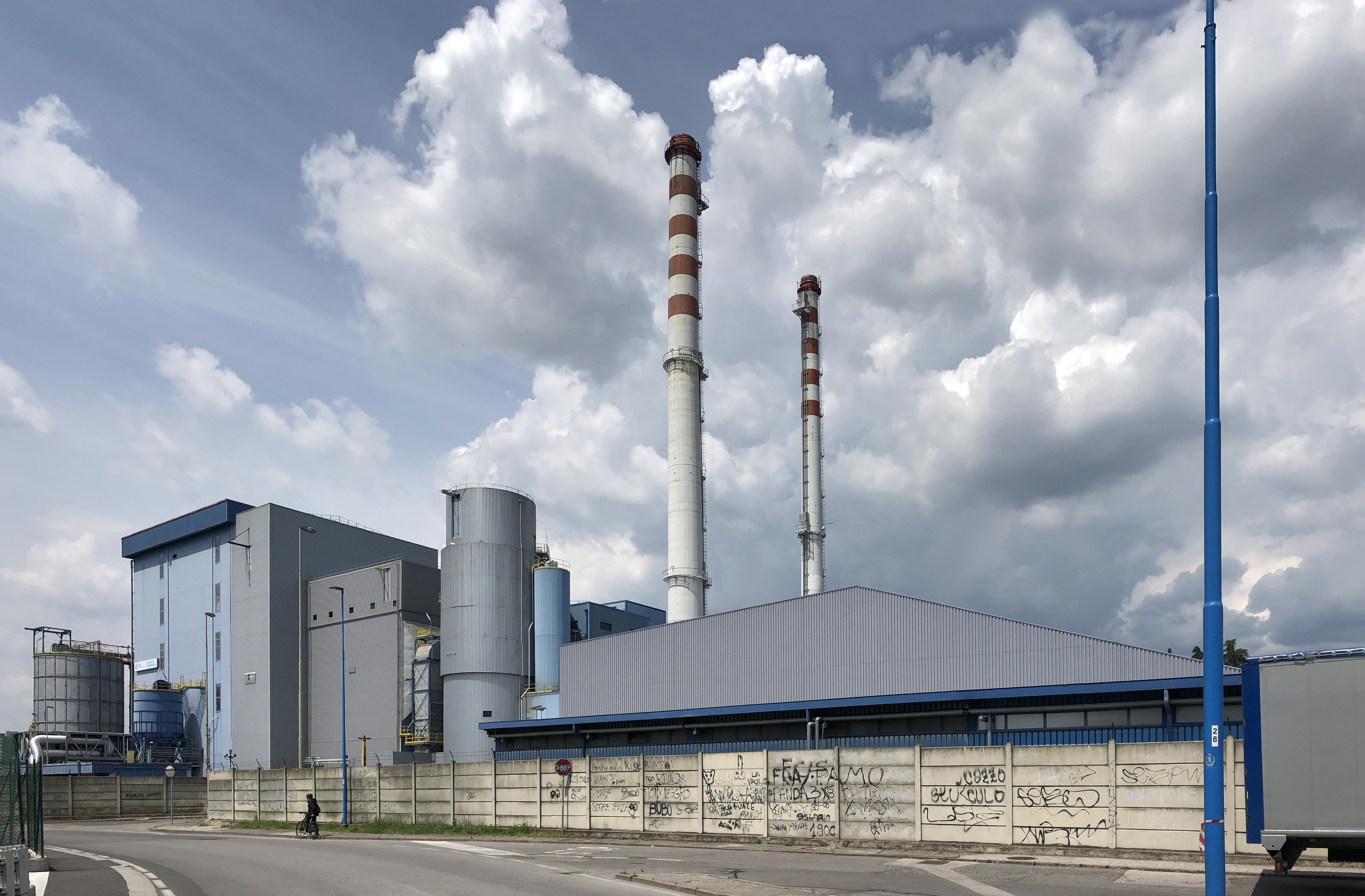
Fernheizkraftwerk des A2A in Brescia

## Aktionäre
(Stand: Juni 2024)
- Stadt Brescia: 25 %
- Stadt Mailand: 25 %
- Streubesitz: 50 %